# リンゲヴァールト

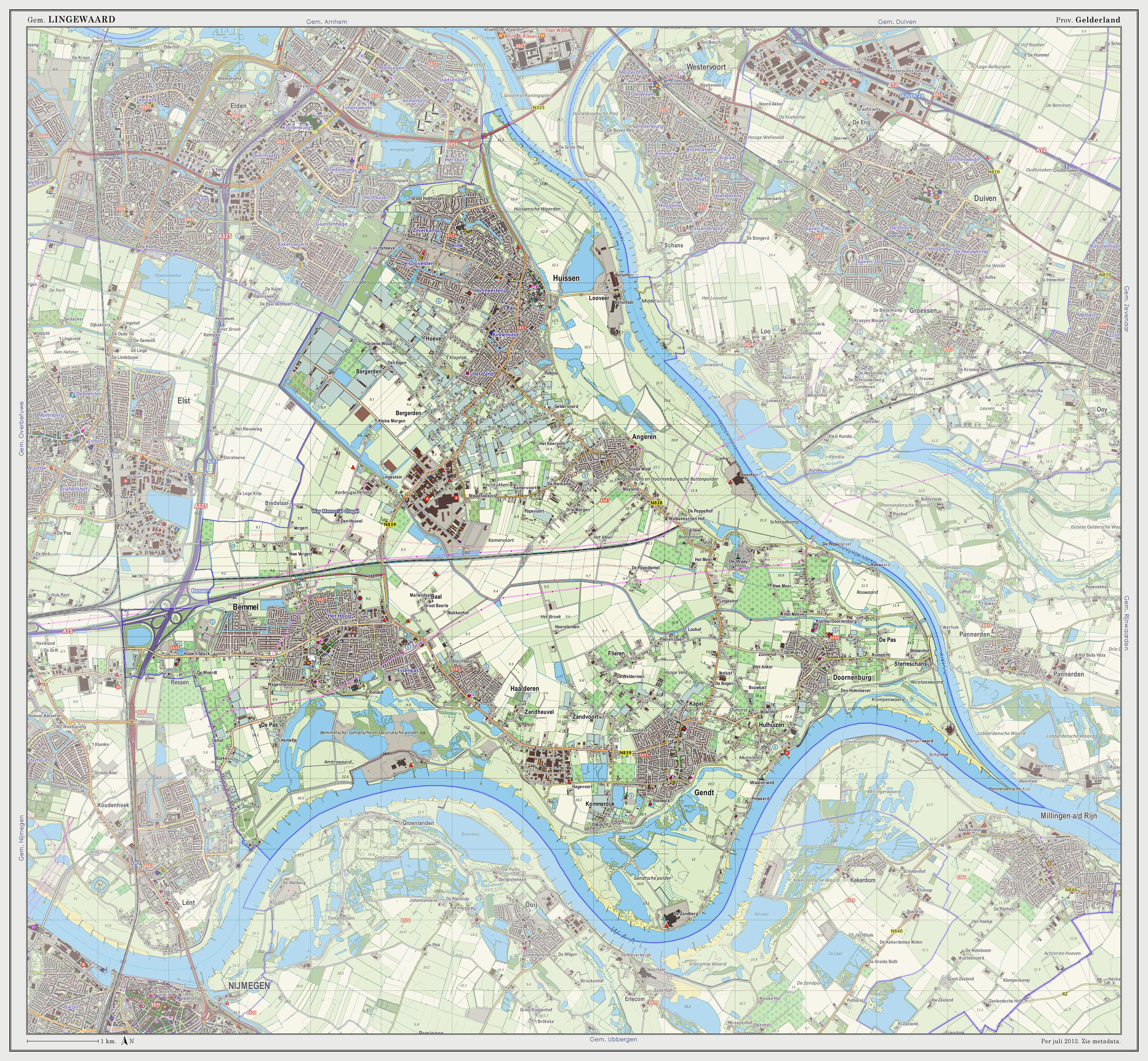
2013年7月のリンゲヴァールト

リンゲヴァールト（オランダ語: Lingewaart [lɪŋəˈʋaːlt] ( 音声ファイル)）とは、オランダヘルダーラント州にある基礎自治体（ヘメーンテ）。

## 概要
リンゲヴァールトはベートゥヴェの最東端に位置し、2001年にベンメル、ヘント、ハイッセンの合併によって生まれたヘメーンテである。当初は三つの自治体のうち最大であったベンメルの名前を冠したが、後に投票により現行の名に改められた。リンゲヴァールトと言う集落自体は存在しないが、新たに造られたこの名前が投票で多数を占めた。
リンゲヴァールトはナイメーヘンとアーネムに挟まれた地域に位置しており、多くの住民が両自治体に勤務している。

## 集落
リンゲヴァールトには以下の集落がある。
| 集落             | 人口   |
| ---------------- | ------ |
| ハイッセン       | 18.254 |
| ベンメル         | 12.577 |
| ヘント           | 7.198  |
| アンゲレン       | 2.864  |
| ドールネンブルク | 2.729  |
| ハールデレン     | 2.040  |
| レッセン         | 119    |
| ロー             | 6      |

## 著名人
- スタイン・スハールス - サッカー選手。ヘント生まれ。

## 姉妹都市
- ミジル（英語版）[2]